# リアーナ
リアーナ（Rihanna、[riˈænə] ( 音声ファイル) ree-AN-ə、1988年2月20日 - ）は、バルバドス出身の女性シンガーソングライター、女優、実業家である。身長173cm。Def Jam Recordings所属。本名はロビン・リアーナ・フェンティ（Robyn Rihanna Fenty）。アメリカを拠点に活動を展開し、世界的な成功を収めた。国籍はバルバドス。

## 人物
全世界で2億5000万枚以上のアルバム＆シングルを販売した「認定ユニットに基づく史上最も売れ行きの良い個人アーティスト」のトップ。セント・マイケルで生まれて、音楽プロデューサーのエヴァン・ロジャースの案内により、16歳でアメリカ合衆国に移った。それからレーベルヘッドのジェイ・Zのオーディションを受けて、デフ・ジャムと契約した。
2005年にリアーナはデビュー・スタジオアルバム『ミュージック・オブ・ザ・サン』を発表した。アルバムはBillboard 200で最高10位を記録し、ヒットシングル「ポン・デ・リプレイ」を生み出した。デビュー・アルバム発表から1年も経たないうちに2枚目のスタジオアルバム『ガール・ライク・ミー』を発表。アルバムはビルボード・アルバム・チャートで最高5位を記録、最初の全米首位獲得シングル「SOS」、Hot100で最高10位を記録した「アンフェイスフル」「ブレイク・イット・オフ」を生み出した。3枚目のスタジオ・アルバム『グッド・ガール・ゴーン・バッド』（2007年）は、Billboard 200で最高2位を記録、「アンブレラ」「テイク・ア・バウ」「ディスタービア」という3つの全米首位獲得シングルと世界的なヒットシングル「ドント・ストップ・ザ・ミュージック」を生み出した。アルバムはグラミー賞で9部門にノミネートし、「アンブレラ」が最優秀ラップ・コラボレーション賞を受賞した。
2017年までに14曲が全米１位（Billboard Hot100）を記録しており、これは全米チャート史上ザ・ビートルズ、エルヴィス・プレスリー、マライア・キャリーに次いで4番目の記録である。また、全米チャートトップ10以内にランクインした曲は31曲であり、こちらも歴代4位である。『グラミー賞』9回受賞(33回ノミネート)。
アルバム＆シングルのトータルセールス情報は活動開始が近年であることから正確性が高く、使用可能な市場から得た認証済みユニットの総計は2億6,740万である。申し立て販売での計測では2億3000万枚～2億5000万枚とされるが、これは「史上もっとも売れたアーティスト」で7位の記録であると共に、ヒップホッパー史上世界1位の売り上げである。
2021年時点での純資産総額は約17億ドル。2019年には、史上最も裕福な女性アーティストとしてフォーブスに掲載された。
バルバドスの教育・観光・投資を促進するための特命全権大使を務めており、2021年11月には同国で11人目となる「国家の英雄」に選ばれた。

## 来歴

### 1988年 – 2004年：生い立ちと初期のキャリア
リアーナは、1988年2月20日にバルバドス人の父と、ガイアナ人の母との間に生まれた。父方の祖母は、アイルランド人である。バルバドスの小学校チャールズ・F・ブルーム記念学校、そしてグラマースクールのコンバーミア中学校（アメリカの工業学校に類似した6学年制の学校）に通い、学校では2004年にミス・コンバーミア・ページェントで優勝、学園祭ではマライア・キャリーの「ヒーロー」を歌うなどした。15歳の時、リアーナの友人の一人が当時バルバドスに休暇で訪れていたニューヨークのプロデューサー、エヴァン・ロジャースにリアーナを紹介し、人生の転機を迎える。ロジャースとパートナーのカール・スターケンはアメリカ合衆国でリアーナの宣材用録音を手伝い、様々なレコーディング会社にデモを送った。その内の1つがデフ・ジャムのCEOであるジェイ・Zに届けられ、16歳の時にデフ・ジャムと契約することになった。
2008年2月21日に行われた誕生日パーティで母国バルバドスの首相デーヴィッド・トンプソンから直々にバルバドスの名誉文化大使に任命された。バルバドス政府はこの日を「リアーナの日」とし、文化貢献を称え、セント・ジェームズ教区にある一等地をプレゼントし、この土地はリアーナの私有地となった。

### 2005年 - 2006年：ミュージック・オブ・ザ・サン、ガール・ライク・ミー
2005年8月にアルバムからのリードシングル「ポン・デ・リプレイ」をリリースし、アメリカ合衆国とイギリスのシングルチャートで2位を記録した。このシングルの1週間後にはデビューアルバム『ミュージック・オブ・ザ・サン』を発表。アメリカ合衆国では発売週に69,000枚を売り上げ、全米アルバムチャート(Billboard 200)で初登場10位を記録した。アメリカ合衆国では現在までに60万枚を売り上げており、RIAAからはゴールドディスクに認定されている。世界では100万枚のセールスを記録している。
2006年4月、2作目のアルバム『ガール・ライク・ミー』を発表。発売週に115,000枚以上を売り上げ、全米チャート(Billboard 200)で初登場5位となる。ソフト・セルの大ヒット曲「汚れなき愛」をサンプリングしたシングル「SOS」は、ビルボードのビルボード・ポップ・100(Billboard Pop 100)、ホット・デジタル・ソングス(Hot Digital Songs)、ホット・デジタル・トラックス(Hot Digital Tracks)、ホット・ダンス・エアプレイ(Hot Dance Airplay)などの各種チャートで3週連続の1位を獲得。また、全米シングルチャート (Billboard Hot 100) では34位から1位への急上昇を記録し、「TOP40圏内における1位への最大ジャンプ・アップ記録」を42年ぶりに更新した。

### 2007年 - 2008年：グッド・ガール・ゴーン・バッド
2007年3月には、次のアルバムからのリードシングルとなる「アンブレラ」を発表。フィーチャリングアーティストとして同じレーベルメイトのジェイ・Zが参加した。このシングルは、アメリカ合衆国の主要チャートであるビルボードのビルボード・ホット・100チャート(Billboard Hot 100)で7週連続の1位を記録。またイギリスのUKシングルチャート(UK Singles Chart)では10週連続の1位、ヨーロッパ・シングルチャート(Eurochart Hot 100 Singles)でも11週連続1位、ワールドチャート(United World Chart)でも10週連続で1位を獲得するなど、大ヒットとなった。UK・シングル・チャートにおける10週連続の1位は、Wet Wet Wet(ウェット・ウェット・ウエット)が1994年に発表した「ラブ・イズ・オール・アラウンド」の持つ15週連続1位に次ぐ記録となった。2007年6月にジェイ・Z、ティンバランド、ジャスティン・ティンバーレイク、ニーヨ、レネ・マーリンらのサポートを受けた3作目のアルバム『グッド・ガール・ゴーン・バッド』をリリースし、全米チャート(Billboard 200)で2位、カナダとイギリスのアルバムチャート(Canadian Albums Chart, UK Album Chart)で1位を獲得した。売り上げ枚数はアメリカ合衆国で100万枚、世界では270万枚。RIAAからはプラチナディスクに認定された。アルバム発売の1週間後には、アルバムからの2作目のシングルとなる「シャット・アップ・アンド・ドライブ」を発表。全米シングルチャート(Billboard Hot 100)では最高順位15位、全英シングルチャート(UK Singles Chart)では最高順位5位を記録した。その後7月20日にはアルバムからの3作目のシングル「ドント・ストップ・ザ・ミュージック」を、8月21日にはニーヨをフィーチャリングしたアルバムからの4作目のシングル「ヘイト・ザット・アイ・ラヴ・ユー」を発表。「ドント・ストップ・ザ・ミュージック」はヨーロッパ・シングル・チャート(Eurochart Hot 100 Singles)で3週連続の首位を記録した。第50回グラミー賞に主要2部門、その他4部門、計6部門にノミネートされた。結果は「アンブレラ」でノミネートされていた最優秀ラップ・コラボレーション賞を受賞した。
2008年5月には、アルバムからの5作目のシングルとなる「テイク・ア・バウ」を発表。「アンフェイスフル」や、「ヘイト・ザット・アイ・ラヴ・ユー」と同様、ニーヨによるプロデュースで『グッド・ガール・ゴーン・バッド』の再発盤である『Good Girl Gone Bad: Reloaded』に収録される新曲である。Billboard Hot 100では、ダウンロード解禁を機にチャートをジャンプアップし、1位を獲得。なお、『Good Girl Gone Bad: Reloaded』には、マルーン5とのコラボ曲の「イフ・アイ・ネバー・シー・ユア・フェイス・アゲイン」も収録されている。同年6月には、『Good Girl Gone Bad: Reloaded』のリリースと同時にアルバムからの6作目のシングル「ディスタービア」をリリース。ビデオ公開後、ダウンロードセールスを伸ばし、全米シングルチャート(Billboard Hot 100)で自身4曲目の1位を獲得した。同年9月、リアーナは癌の研究を行う“Stand Up to Cancer”に資金援助をするためのキャンペーンに参加。癌に対しての意識向上と闘病支援、癌の研究や資金を援助する大型キャンペーンで、このキャンペーンの為に組まれたユニットに参加。マライア・キャリー、ビヨンセ、メアリー・J. ブライジなど知名度と人気の高いジャンルを超えた女性歌手15名で構成されるユニットで、9月2日にiTunes Storeでチャリティー・シングル「ジャスト・スタンド・アップ」が発売された。2009年1月、『グッド・ガール・ゴーン・バッド』からの7枚目のシングル「リアブ」が、全米シングルチャート(Billboard Hot 100)でトップ20入りを果たす。ジャスティン・ティンバーレイクが出演したPVが話題となりダウンロードセールスを伸ばし、アルバムからの7枚のシングル全てがトップ20入りという快挙を達成した。

### 2009年：ドメスティック・バイオレンス事件、「Rated R」
2009年2月8日、第51回グラミー賞授賞式当日に、当時恋人だった歌手のクリス・ブラウンと車内で口論となり暴行を受ける。事件の影響は大きく、リアーナは予定されていたマレーシア公演をキャンセル。クリスも出演していたCMの出演中止、オール・スターNBAバスケット・ボール大会の出演もキャンセルとなった。
その後、リアーナはジェイ・Zの新作アルバムからのリード・シングル「ラン・ディス・タウン」に客演で参加し、コラボレートした。同曲はBillboard Hot 100にて最高位2位を獲得、その他の国でもトップ10入りのヒットした。リアーナはザ・ドリームやトリッキー・スチュワート、スターゲイト、スラッシュ、ジャスティン・ティンバーレイク、ニーヨ、エイコンらと共に制作された4作目のスタジオ･アルバム『Rated R（邦題：R指定）』を2009年11月23日にリリースした。このアルバムからのリード・シングル「ロシアン・ルーレット」は同年10月20日にリリースされ、同曲は『Xファクター』にてパフォーマンスされた。11月10日にはヤング・ジージーをフィーチャーしたオフィシャル･セカンド・シングル「ハード」をリリースした。当初、アルバムからのプロモ・シングルとされてきた「ウェイト・ユア・ターン」は一転、2010年初頭にオフィシャル・サード・シングルとしてのリリース予定がアナウンスされている。

### 2010年 - 2012年: 「Loud」、「Talk That Talk」、女優活動

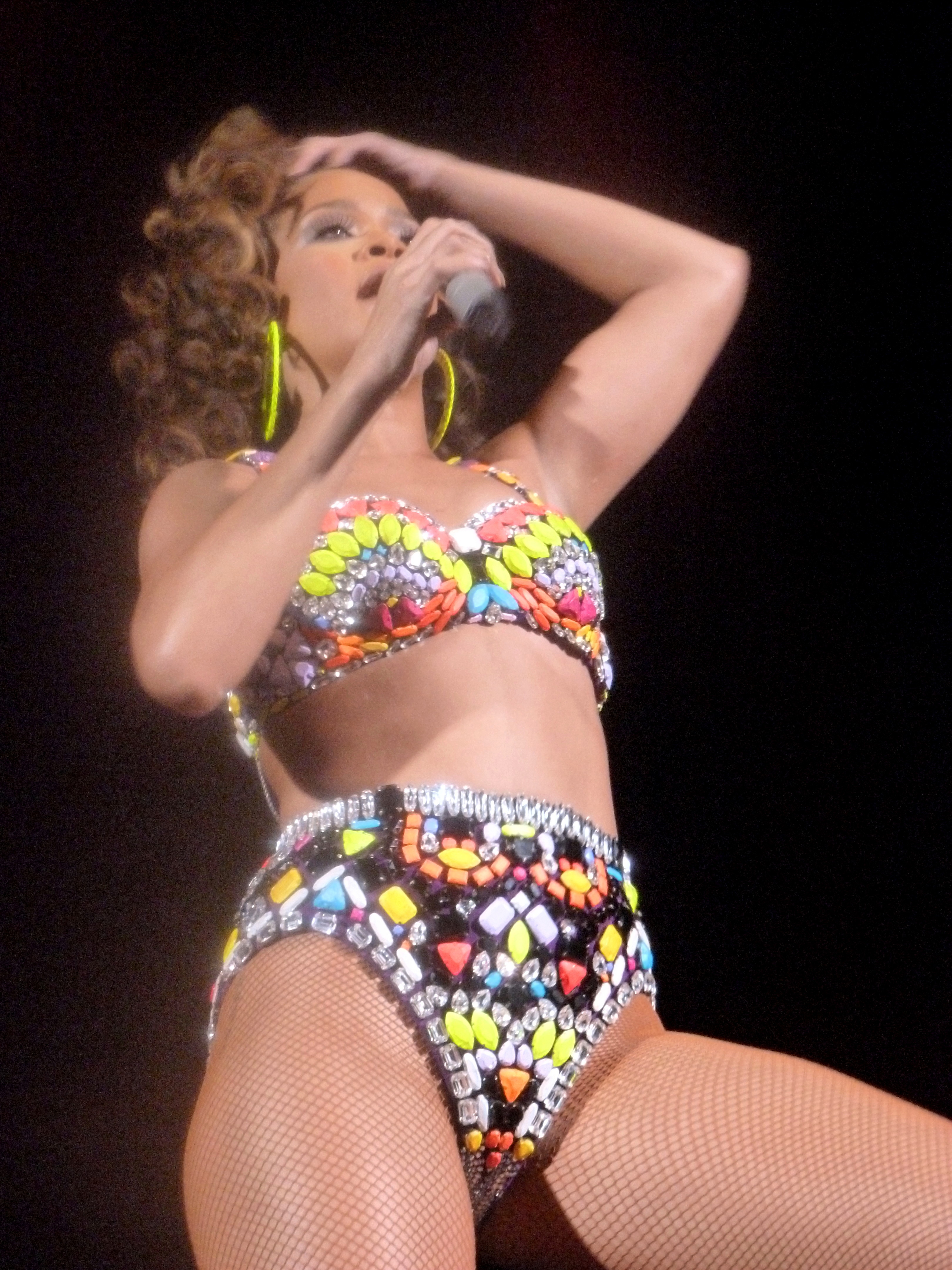
「ラウド・ツアー」（2011年）

2010年11月6日　スペイン・マドリードにおいて、MTV EMA(ヨーロッパ・ミュージック・アワード)のプレ・パーティー・ステージにて飛び入りでステージ・パフォーマンスに参加。BON JOVIによる“Livin’ On A Prayer”を赤のセクシーなドレスで熱唱。2011年に6枚目のアルバム「トーク・ザット・トーク」を発売。このアルバムからのシングル「ウィー・ファウンド・ラヴ feat. カルヴィン・ハリス」は全米で1位を記録したほか、世界で大ヒットになった。
2012年8月、夏の音楽フェス「Summer Sonic 2012」にヘッドライナーとして登場。久々の来日公演となった。同年9月、Siaがソングライターとして関わったシングル「Diamonds」が世界中でナンバーワン・ヒットとなる大ヒットを記録すると、11月に同曲を収録した7thアルバム「アンアポロジェティック」をリリース。全米1位を記録し、これが彼女にとって初の全米ナンバーワンアルバムとなった。

### 2014年 -: Roc Nationへの移籍、「Anti」

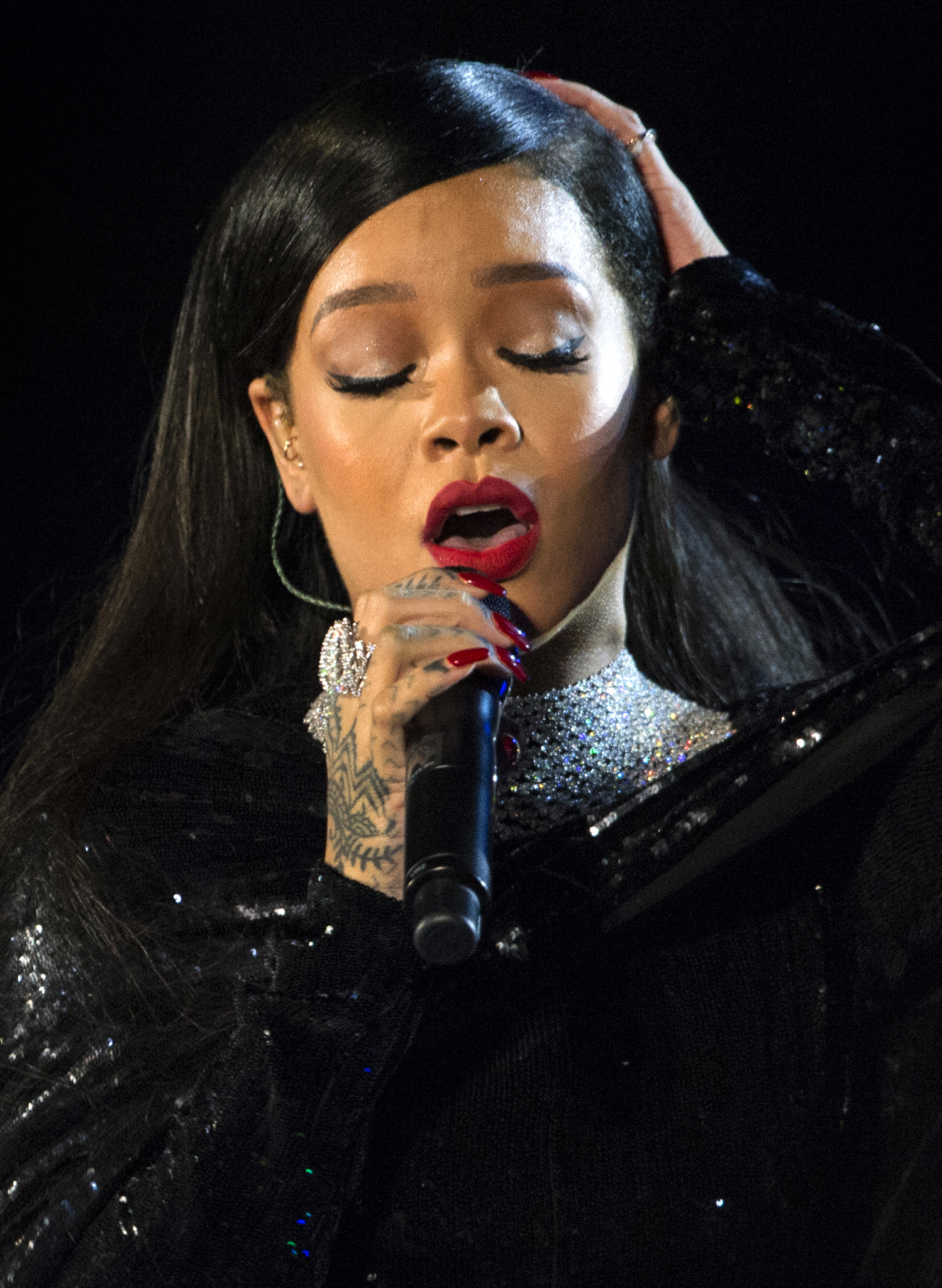
ワシントンDC公演（2014年）

2014年5月、それまで契約していたDef Jamを離れ、JAY-Zが創設したレーベルRoc Nationへ移籍することが発表された。
2015年1月、カニエ・ウェスト、ポール・マッカートニーとのコラボシングル「FourFiveSeconds」を発表し、大きな話題を集める。その後8thアルバムの制作を示唆しながら「Bitch Better Have My Money」、「American Oxygen」と攻めたサウンド・プロダクションの楽曲を立て続けに発表。
2016年1月、インターネット上に楽曲がリークされたことを受けて予定を早めて8枚目のアルバム「アンチ」をストリーミングサービスTidalにて公開。全米1位を記録する。収録楽曲の中でもドレイクを客演に迎えた楽曲「Work」は全米年間チャート4位を記録する大ヒットとなり、エド・シーランの「Shape of You」などの後の楽曲のメガヒットにも繋がるダンスホール・ポップの流れを決定付けた。3月から半年以上に及ぶワールドツアー「Anti World Tour」を開始。
2017年は個人名義の作品は無かったが、「Selfish」（Future）、「Wild Thoughts」(DJ Khaled)、「Loyalty」（Kendrick Lamar）、「Lemon」（N.E.R.D）にゲストボーカルとして参加。また、Pumaとのコラボアイテムの発表や自身の化粧品ブランド「Fenty Beauty」を立ち上げるなどポップ・アイコンとして大きな存在感を示した。2018年にはスティーヴン・ソダーバーグ監督の「オーシャンズ」シリーズの女性版「オーシャンズ8」に出演した。この年、下着ブランド"Savage X Fenty"を立ち上げた。
2023年には、2018年に行われたグラミー賞授賞式以来5年ぶりのパフォーマンスとして、第57回スーパーボウルのハーフタイム・ショーに出演した。同パフォーマンスは、ハーフタイムショーにおける視聴者数歴代2位を記録した。

## 音楽性と影響

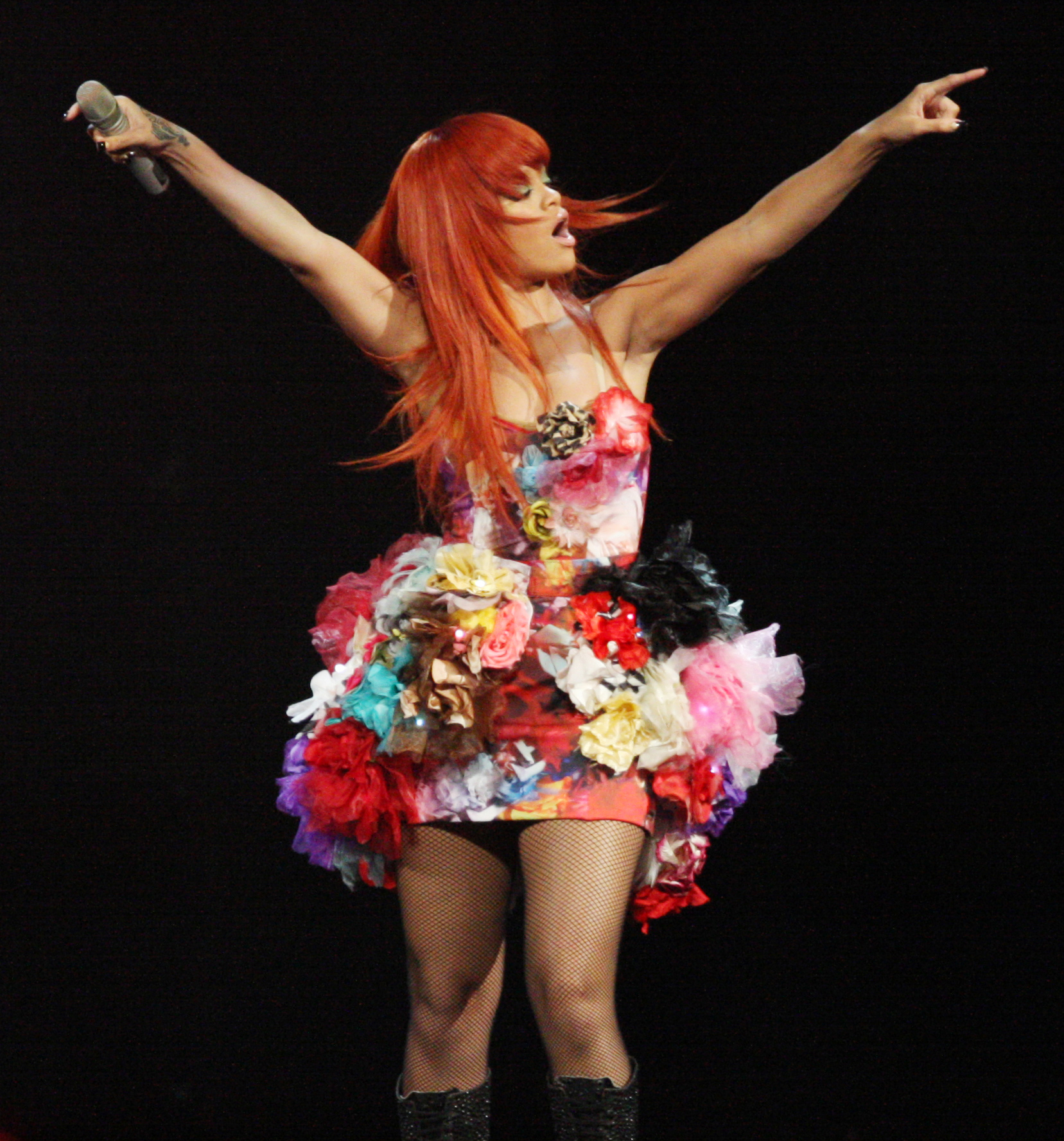
2011年

『Contemporary Black Biography book』第65巻で、「リアーナはカリブ海から世界に出てきた珍しいR&Bディーバである」と評されている。リアーナはR&Bとカリブ音楽（例えばレゲエ、ダンスホール）を混合させたスタイルで知られている。リアーナはデビュー当初、評論家から「バブルガム女王」といわれ、音楽は「ティーン・ポップ」と位置づけられていた。『サン』のラリー・メイラーは、バッドになっていくリアーナは非常に良いと述べ、力強くステージを揺るがした「ティーン・ポップ」のイメージを払いのけたと評した。2006年にオタワ公演を行った際に『カナダ・オンライン・エクスプローラー』のデニス・アームストロングはリアーナがライブツアーの間、新しいイメージを表す為にぴったりした革の衣装を身に付けていたことを批判した。『タイム』はリアーナのステージ衣装のスタイルをジャネット・ジャクソンのそれと比較した。リアーナはジャネットについて「最初に共感を覚えたアーティストの一人」と語っており、「S&M」や「スキン」などの楽曲にその影響が見られる。

## イメージとスタイル
『ニューヨーク誌』はデビュー当初のリアーナをクッキーの型抜きのようなティーンの女王としたが、変わる能力があるとして観察した。3枚目のアルバムを出してから、セックスシンボルになって、その上、他のR&B若手スターズとは一線を画すようになった。『ブラック・ボイス』のソーニャ・マジェッタはリアーナがブレイクしてからスタイルがきわどくなったと報告した。2008年に、可愛くスイートなイメージから女帝のイメージへと切り替える衣装に変化したことに絶えず驚いていると述べた。リアーナのファッションスタイルは、2008年『ピープル』のベストドレッサースターズにリストされるほど評価された。『グラマラス』も2009年の魅力的な女性50リストの17番目にリアーナをランクさせた。『グラマラス』はリアーナのスタイルを“主演女優のロックスター”として、「リアーナは、現在、ほとんどスタイルを間違えることがない」と評価した。『They』も「小さい若いパンキー、非常に良いガーリールックは、まだ読者を魅了する」と評し、リアーナのファッションの危機について「スタイルのリスクがマイルで判断されるのなら、リアーナは既にもう1度1000回地球を縦横に動いただろう」と述べた。

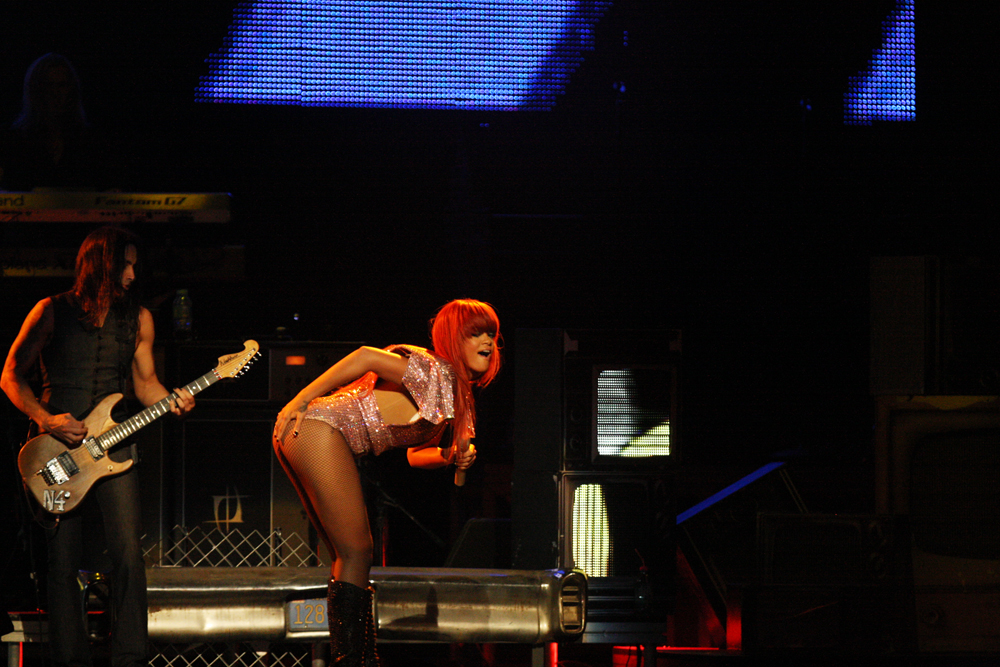
2011年

リアーナはセックスシンボルとしてのイメージもある。『Associated Content』のリーガルはリアーナが早くより成熟して明らかに色っぽいと述べた。2007年に雑誌『マキシム』のHot100で8位、2008年に15位にランクした。2007年6月にリアーナはヴィーナス・ブリーズのジレットに“女神の足（=美脚）”と名づけられた。『エンターテイメント・ウィークリー』のマルゴー・ワトソンは「リアーナ：年間優秀ディーヴァ」というタイトルの記事を書いた。2009年に『マキシム』は地球上で最もセクシーな女性の8人目にリアーナを選んだ。同ランキングでトップ10に入ったアフリカ系はリアーナだけであった。
リアーナのタトゥーは多くのメディアの注目を集めた。最初のタトゥーの内の1つは、足首のミュージックメモと右耳の後ろにある魚座のシンボルである。タトゥーの中で最も人気が高くよく見えるのは、背中にある星のタトゥーである。リアーナは12個のタトゥーを持つ、足首にミュージックメモ、右耳の後ろに魚座のシンボル、腰のあたりにサンスクリット語の祈り、左耳に星、左手中指に「love」の文字、胸郭付近にアラビア語で「自由は神である」、首の後ろに尾のように下がった星、右手の人差し指に「shhh…」の文字、右肩の上に日付の「4.11.1986」、ヘンナスタイルのドラゴン爪、ハワイのハイビスカス。最近、銃のタトゥーを肩の下あたりに入れる予定であったが、結局胸郭に入れた。銃のタトゥーは「強さと力を意味する」。乳首にボディピアスを入れている。
2012年には米男性誌『コンプレックス』の企画による『最もセクシーなツイッター』ランキングで一位に指名されている。モデルのアドリアナ・リマや歌手のビヨンセをおさえての一位であった。

## 騒動
2017年、エリザベス女王の顔を自身の過激な衣装の写真に当てはめた画像をインスタグラムで数点に渡って投稿し、女王を侮辱しているとして強い非難を浴びた
2020年9月、イスラム教のハディースにまつわるコーランの文を引用した曲をランジェリーのファッションショーで使用したとして批判を浴び、「不注意だった」と謝罪。
2021年、裸の上にヒンドゥー教の神ガネーシャをあしらったネックレスを着用した写真を投稿し、「私たちの文化はあなたのコスチュームじゃない」としてインドを中心に大きな批判を受けた。
2024年、雑誌の表紙を飾ったリアーナの衣装が修道女の衣装を性的にアレンジしたものだったため、「宗教的における笑いもの」だとして非難された。

## 私生活

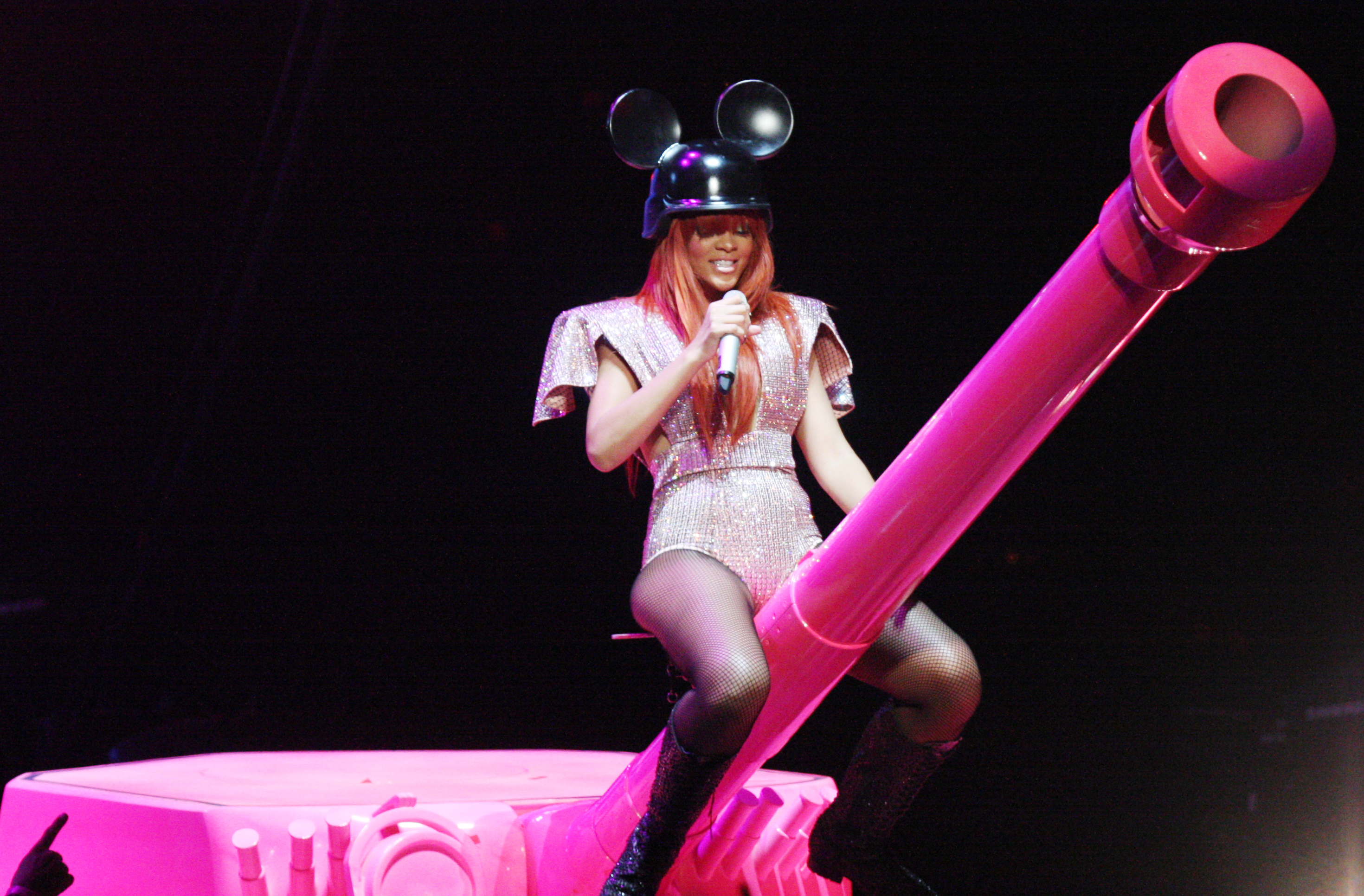
2011年

2007年9月頃、俳優のシャイア・ラブーフと食事をする姿が目撃され、熱愛報道がされたが、リアーナは「ただの友達よ。お互いによく知りもしないの」と恋仲を否定した。また、同時に以前噂になっていたオマリオンとの関係についても否定した。
2007年10月に放送されたMTVの番組での共演以降、俳優・ジョシュ・ハートネットとのニューヨークのクラブなどでの2ショットが度々目撃されたことで、2人の交際が噂された。ジョシュは当初肯定も否定もしない曖昧な返答を、リアーナは交際を否定していたが、その後11月初旬に行われたワールド・ミュージック・アワードでのインタビューの際、リアーナがジョシュとの交際を認める発言をした。
2007年10月頃、MTV Video Music Awardsで共にパフォーマンスをしたクリス・ブラウンとの関係が噂される。2人は首に似たようなタトゥーをしている。互いに交際を認める発言はしていないが、ホテルのプールなどで仲良くすごす姿が目撃されている。しかし2009年2月8日の第51回グラミー賞授賞式当日に、2人が車内で口論となりクリスがリアーナに暴行を行うという事件が発生。クリスは暴行を加えたのちにその場から立ち去ったが、後に出頭。逮捕されたものの、保釈金を払い保釈された。後日、クリスは「どれだけ申し訳なく、悲しく思っているか、とても言葉では説明できません。牧師や母、そして愛する人たちに助言を求めているところです。そして神の力を借り、より良き人間に変わることを誓います」と謝罪文を発表。19日、芸能サイトTMZにリアーナの暴行をうけた直後の顔写真がリークされた。暴行をうけた直後からコメントを出さずに沈黙を続けていたリアーナだが、20日にリアーナの広報担当より、「警察の指導により、リアーナのクリス・ブラウンについてのコメントは控えさせていただきます。現在リアーナは元気に過ごしていますので、ご安心ください。この辛い時期に、ファンからはたくさんの温かい声援を頂いています。心から感謝しています」とのコメントが発表された。

### 出産
ラッパーのエイサップ・ロッキーとの間に2児をもうけており、2022年5月13日に第1子男児、2023年8月3日に第2子男児を出産した。また、2025年5月5日にニューヨークで開催されたメットガラにて第3子妊娠中であることを公表した。

## バルバドスとの関係
母国バルバドスではその世界的な活躍から大きな影響を持っており、半ば神格化された存在にある。2008年にデイヴィッド・トンプソン首相は誕生日の2日後である2月22日を「リアーナ・デー (Rihanna Day)」に制定した。バンク・ホリデー（休日）ではないものの、国民がリアーナを祝う日となった。生家のあるウェストベリー・ニュー・ロード（Westbury New Road）は政府によって2017年11月30日に「リアーナ・ドライブ (Rihanna Drive)」に改称された。また大使に何度か任命されており、2008年に観光省の宣伝を行うバルバドス文化大使の1人に選出され、2018年には同国の教育・観光・投資を促進するための特命全権大使に選ばれた。
2021年11月30日にバルバドスの共和制移行を祝う式典が開かれ、リアーナはこれに参列した。サンドラ・メイソンの大統領就任式の後、リアーナは本名のロビン・リアーナ・フェンティとして国家英雄勲章（国民栄誉賞）を受賞し、同国では11番目（女性では2人目）となる国家の英雄となった。今後は氏名の前にバルバドス国家英雄のオナラブル（敬称）である The Right Excellen がついて呼ばれる。

## ディスコグラフィ

### スタジオ・アルバム
- 『ミュージック・オブ・ザ・サン』 - Music Of The Sun （2005年）
- 『ガール・ライク・ミー』 - A Girl Like Me （2006年）
- 『グッド・ガール・ゴーン・バッド』 - Good Girl Gone Bad  （2007年）
- 『R指定』 -  Rated R  (2009年)
- 『ラウド』 - LOUD （2010年）
- 『トーク・ザット・トーク』 - Talk That Talk （2011年）
- 『アンアポロジェティック』 - Unapologetic（2012年）
- 『アンチ』 - Anti (2016年)

## ツアー
- 2006年：The Pussycat Dolls With Rihanna
- 2006年：Rock tha Block Tour
- 2007年：Good Girl Gone Bad Tour
- 2008年：Glow in the Dark Tour（カニエ・ウェスト、N*E*R*D、ルーペ・フィアスコと共に）
- 2008年：Tour with Chris Brown in Australia and New Zealand
- 2010年：Last Girl on Earth Tour
- 2011年：Loud Tour
- 2013年：Diamonds World Tour
- 2014年：The Monster Tour(with Eminem)
- 2016年：Anti World Tour

## 来日公演
- Live Earth 2007
  - 2007年7月7日、幕張メッセ
- Springroove 2008  2008年4月5日、幕張メッセ
- SUMMER SONIC 2012
  - 2012年8月18日、舞洲サマーソニック大阪特設会場 OCEAN STAGE
  - 2012年8月19日、QVCマリンフィールド MARINE STAGE

## 出演

### 映画
- チアーズ3 Bring It On: All Or Nothing (2006年)カメオ出演[97]
- バトルシップ Battleship (2012年)
- ディス・イズ・ジ・エンド 俺たちハリウッドスターの最凶最期の日 This Is the End (2013年)
- ホーム 宇宙人ブーヴのゆかいな大冒険 Home (2015年)
- ヴァレリアン 千の惑星の救世主 Valerian and the City of a Thousand Planets (2017年)
- オーシャンズ8 Ocean's Eight (2018年)

### テレビ
ドラマ
- All My Children ABC（2006年）カメオ出演[98]
- ベイツ・モーテル Bates Motel (2017年)

その他
- 東京カワイイ★TV（NHK総合） 2012年4月21日